# Catedrala arhiepiscopală din Galați
Catedrala arhiepiscopală din Galați este cel mai mare edificiu religios din Galați, catedrală a Arhiepiscopiei Dunării de Jos, cu hramul "Sfântul Andrei și Sfântul Nicolae". A fost construită între 1906 și 1917 și este un simbol al orașului. Catedrala are o lungime exterioară de 37 m și o înălțime de 42,5 m.
În anul 2006, a fost sărbătorit centenarul Catedralei episcopale din Galați, prilej cu care au sosit în oraș moaștele Sfântului Nectarie de la Eghina.

## Istoric

Catedrala văzută din față.

Catedrala Ortodoxă “Sf. Ierarh Nicolae și Sf. Apostol Andrei”.

Piatra de temelie a Catedralei arhiepiscopale din Galați a fost așezată la 27 aprilie 1906, de către prințul Ferdinand și regina Maria, alături de episcopul Dunării de Jos de atunci, Pimen Georgescu, viitorul mitropolit al Moldovei, construcția durând până în anul 1917 și fiind realizată după planurile arhitecților Petre Antonescu și Ștefan Burcuș.
Cutremurul din 1940 a prăbușit turla cea mare. Abia în anul 1950 a început restaurarea, după un proiect al arhitectului Stavru Cosifide si al inginerului E. Satâru, iar executarea lucrărilor a fost coordonată de arhitectul Eugen Chefeneux. Pictura a fost refăcută de Niculina Dona. Biserica a fost resfințită la 7 iulie 1957.
Cutremurul din 1977, dar mai ales ridicarea pânzei freatice în zonă, au determinat degradări care au impus noi lucrări de consolidare, care au constat în realizarea unei rețele de centuri și stâlpi din beton armat, asociată cu consolidarea locală la arcele timpan naos, absidă și bolta altarului, precum și la arcele, bolțile și cupolele ce compun pridvorul. Local, s-a impus înlocuirea a două coloane din beton armat. În zonele unde betonul armat conlucrează cu zidăria s-a folosit mortar beton în stare fluidă. În paralel cu lucrările de consolidare, s-a executat și restaurarea picturii.
Catedrala cu hramul “Sf. Ierarh Nicolae și Sf. Apostol Andrei” a fost resfințită în anul 2006. La aceasta sărbătoare au participat 16 membri ai Sfântului Sinod al Bisericii Ortodoxe Române, mitropolitul Efrem de Ydra, Spetses și Eghina — Grecia, precum și foarte mulți preoți și credincioși.
Resfințirea acestui locaș s-a făcut la împlinirea a 100 de ani de la punerea pietrei de temelie și la 10 ani de la aducerea pentru prima oară, în România, a moaștelor Sf. Apostol Andrei, ocrotitorul României, protector al municipiului Galați. Cu această ocazie au fost aduse la Galați și o parte din moaștele Sf. Ierarh Nectarie de Eghina.

## Descriere
Surse: 
Compartimentarea este următoarea: pridvor deschis pe coloane, pronaos, naos, altar. Absidele laterale sunt înglobate în grosimea zidurilor.La exterior temelia vizibila este din blocuri de piatră cioplită.Pridvorul deschis se sprijină pe coloane duble și arcuri trilobate.
Biserica este încinsă de un brâu casetat la 1/3 din înălțimea zidurilor și de un brâu în torsada deasupra ferestrelor. Firide mici se înșiruie sub cornișa puternic profilată. Biserica are o turlă mare pe naos și două mai mici pe pronaos.În interior este pardosită cu dale din marmură de Carara albe și roșii și pictată în frescă.Catapeteasma este din cărămidă și brâie din marmură de Carrara. Amvonul este din aceeași marmură iar policandrele din bronz masiv. 